# Georg Mergler

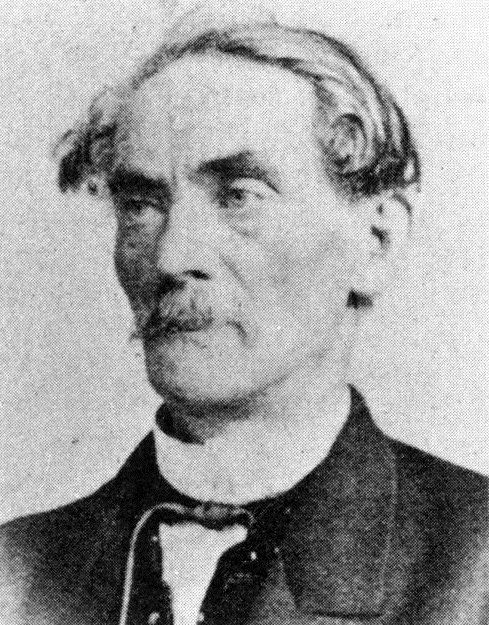
Georg Mergler

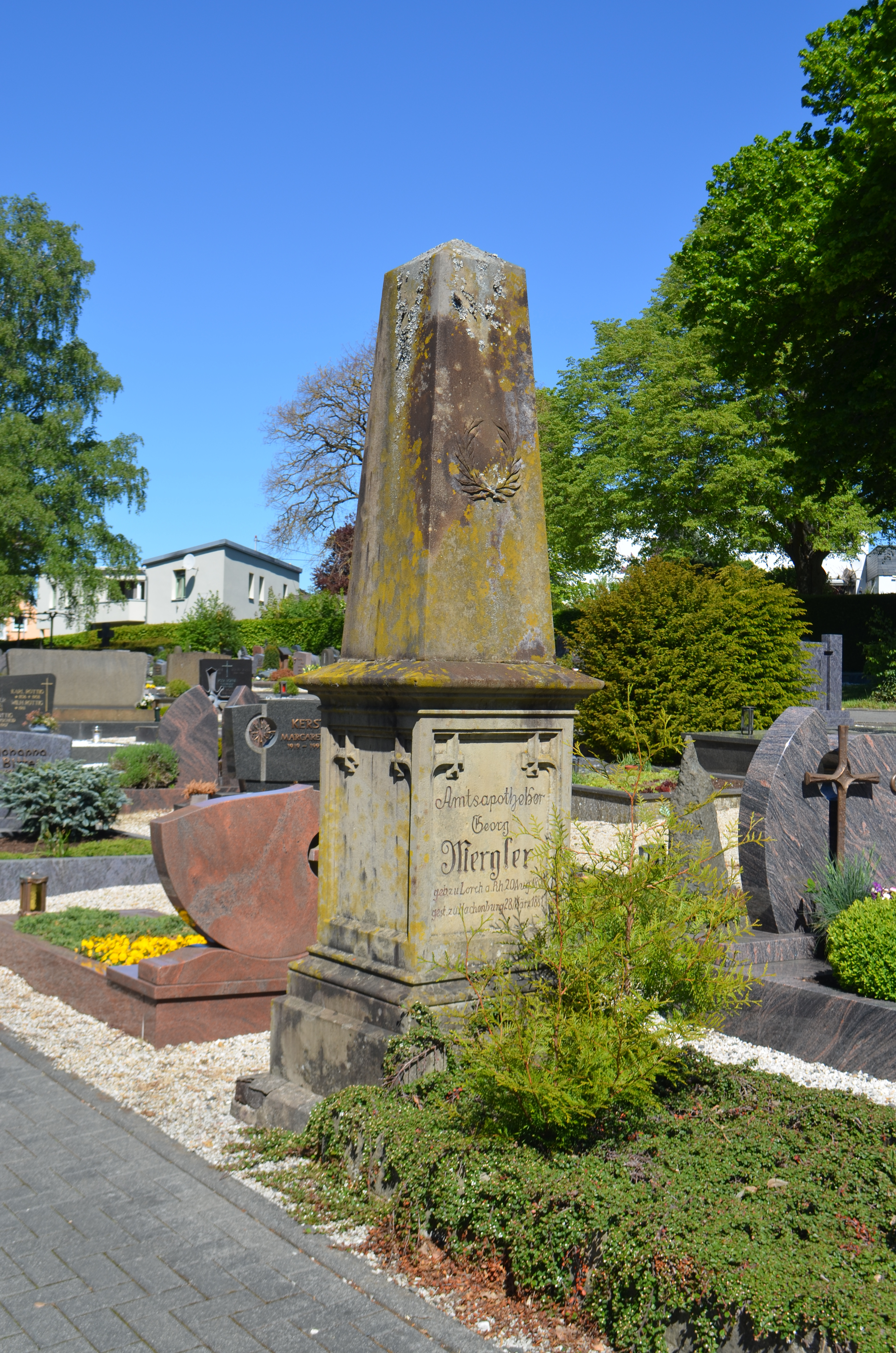
Grab von Georg Mergler

Georg Joseph Mergler (* 30. August 1805 in Lorch; † 28. März 1881 in Hachenburg) war nassauischer Amtsapotheker und Politiker.
Georg Mergler war der Sohn des Gastwirts Conrad Mergler (* 8. Juni 1756 in Hofheim am Taunus; † 2. Juni 1842 in Lorch) und dessen Frau Magdalena geborene Travers verw. Altenkirch (* 26. Juli 1764 in Lorch; † 1. April 1834 ebenda). Georg Mergler, der katholischer Konfession war, heiratet am 16. April 1833 in Hachenburg Elisabethe geborene Jüngst (* 27. August 1811 in Emmerichenhain, † 31. Januar 1847 in Hachenburg). Der gemeinsame Sohn Wilhelm Mergler (1835–1909) heiratete die Tochter des Reichstagsabgeordneten und Kronberger Amtsapotheres Georg Wilhelm Neubronner (1813–1894) und wurde selbst Nachfolger seines Vaters als Amtsapotheker und Abgeordneter im Nassauischen Kommunallandtag. Die Tochter Georgine heiratete den Gastwirt Carl Ermen, Sohn des Abgeordneten Bernhard Ermen.
Georg Mergler wurde Apotheker und erwarb 1831 die Amtsapotheke Hachenburg. Gemäß dem Medizinaledikt von 1818 wurde er zum Amtsapotheker ernannt und war damit für die Arzneimittelversorgung im Amt Hachenburg zuständig.
1864 und 1865 bis 1866 war er für den Wahlkreis IV (Hachenburg/Marienberg) Abgeordneter der Zweiten Kammer der Landstände des Herzogtums Nassau. Er gehörte der Nassauischen Fortschrittspartei an.
Er ist auf dem Friedhof Steinweg in Hachenburg begraben.